# Bartosz Stabno
Bartosz Stabno (ur. 10 grudnia 1991) – polski kajakarz, wicemistrz Europy, medalista letniej Uniwersjady mistrz Polski.

## Kariera sportowa
Jest wychowankiem Posnanii, kajakarstwo zaczął uprawiać w wieku 13 lat.
Na Uniwersjadzie w 2013 zdobył srebrny medal w konkurencji K-4 1000 m (z Martinem Brzezińskim, Pawłem Florczakiem i Rafałem Rosolskim) i brązowy medal w konkurencji K-4 200 metrów (z Sebastianem Szypułą, Denisem Ambroziakiem i Dawidem Putto).
W 2016 zdobył brązowy medal mistrzostw Europy w konkurencji K-4 1000 metrów (z Martinem Brzezińskim, Rafałem Rosolskim i Norbertem Kuczyńskim). W tej samej konkurencji został w 2017 wicemistrzem Europy (z Martinem Brzezińskim, Rafałem Rosolskim i Norbertem Kuczyńskim). Na mistrzostwach świata seniorów w swoich najlepszych startach zajmował miejsca: 5. (2015 - K-1 500 metrów), 6. (2018 - K-1 1000 metrów), 8. (2017 - K-2 1000 metrów, 2018 - K-2 1000 metrów).
Trzykrotnie zdobywał złoty medal akademickich mistrzostw świata (2014 - K-4 1000 metrów, 2016 - K-2 100 metrów, K-4 500 metrów)
Na mistrzostwach Polski seniorów zdobył siedem złotych medali:
- K-1 500 metrów: 2017, 2018
- K-1 1000 metrów: 2018, 2020
- K-1 5000 metrów: 2014
- K-2 500 metrów: 2020
- K-4 1000 metrów: 2018